# Je te promets (film)
Pour les articles homonymes, voir Je te promets.
Pour plus de détails, voir Fiche technique et Distribution.
Je te promets ou Le Vœu au Québec (The Vow) est sur film dramatique américain coécrit et réalisé par Michael Sucsy, et sorti en 2012. Il est inspiré de l'histoire vraie de Kim et Krickitt Carpenter.

## Synopsis
Un soir de neige, la voiture de Léo et Paige est percutée par un camion. À la suite de cet accident, la jeune femme perd la mémoire de son passé récent, dont la rencontre avec son mari et leurs premières années ensemble. En même temps que Léo tente de lui faire retrouver ses souvenirs, elle va découvrir progressivement pourquoi elle avait tourné le dos à sa vie antérieure.

### Synopsis détaillée
Paige Collins (Rachel McAdams) et son mari Leo (Channing Tatum) sortent d'une salle de cinéma. Sur le chemin du retour, à un stop, Paige déboucle sa ceinture de sécurité se penche et embrasse Leo. À ce moment-là, un camion arrive et percute leur voiture par l'arrière. Paige est éjectée de l'habitacle, passant à travers le pare-brise. Ils sont emmenés à l'hôpital.
Lorsque Paige reprend connaissance, elle croit que Leo est un médecin de l'hôpital. Ce dernier comprend qu'elle est amnésique. Mais elle n'a perdu que les dernières années de sa vie, celles de sa rencontre avec Leo et leur mariage. Pendant ce temps, les parents de Paige : Bill Thornton (Sam Neill) et Rita (Jessica Lange), apprennent sa perte de mémoire et viennent lui rendre visite, rencontrant ainsi Leo pour la première fois. Paige est incapable de comprendre pourquoi elle a quitté l'école de droit, a rompu avec Jeremy (Scott Speedman), séducteur promis à un brillant avenir dans la magistrature, et pourquoi elle n'est plus en contact avec sa famille et ses amis. Ses parents insistent pour la prendre chez eux ; Paige accepte en supposant qu'elle aurait épousé Léo pour certains des avantages mutuels et cherche des preuves sur son mariage. Comme elle est sur le point de partir, Léo arrive en courant pour lui faire écouter un message vocal dans lequel elle semble très heureuse et romantique. Paige décide de retourner avec Leo en espérant qu'il l'aidera à retrouver sa mémoire perdue. Paige est accueillie à la maison par tous leurs amis réunis pour une fête, mais comme elle n'est pas capable de se rappeler l'un d'eux, elle est très perturbée et cela finit mal. Léo admet sans mal que cette idée n'était pas vraiment la meilleure.
Le lendemain, Paige part vers le café où elle a l'habitude d'aller, mais ne se souvient pas d'être venue ici et se perd sur le chemin du retour. Elle appelle sa mère, car elle ne se souvient plus du numéro de Léo. Ce soir-là, Leo et Paige sont invités à dîner par les parents de Paige. Lors du dîner et au bar plus tard, Leo n'arrive pas à tisser des relations avec la famille et les amis de Paige. Leo continue d'essayer de l'aider à retrouver sa mémoire, mais Paige est plus attirée vers la recherche de réponses pour expliquer pourquoi elle a quitté l'école de droit et rompu ses fiançailles avec Jeremy, qu'elle finit par embrasser. Son médecin lui conseille de remplir les trous de sa mémoire plutôt que d'avoir peur de son passé. Le mariage de sa sœur Gwen (Jessica McNamee) approchant, Paige décide de rester avec ses parents jusqu'au mariage. Bien que Léo lui demande de passer une nuit avec elle, la relation est encore tendue quand le père de Paige essaie de persuader Léo de divorcer de sa fille, et Leo répond avec ses poings à Jeremy qui, très arrogant et voulant profiter de la situation, pense avoir des chances de coucher avec la femme de Leo.
Paige rejoint la faculté de droit et Leo, résigné, signe les papiers du divorce. Dans un magasin, Paige rencontre une vieille amie qui, ignorant son amnésie, lui demande pardon d'avoir eu une relation avec son père, ce qui à l'époque avait révolté Paige et l'avait poussée à rompre avec sa famille. Paige prend conscience de tout cela, et, quand elle interroge sa mère à ce sujet, celle-ci lui dit avoir décidé de rester avec son père pour tout ce qui est bon en lui plutôt que de se fixer sur une erreur. Paige demande alors à Leo s'il était au courant, et si oui, pourquoi il ne le lui a jamais dit. Il répond qu'il voulait regagner son amour plutôt que la retourner contre ses parents. Jeremy lui avoue qu'il a rompu avec sa petite amie actuelle, espérant se remettre avec elle, mais elle refuse en lui expliquant qu'elle a besoin de savoir ce que serait la vie sans lui.
Les saisons passent, Leo et Paige sont maintenant séparés. Paige a cependant quitté l'école de droit pour se remettre dans la voie de l'art. Un jour dans sa chambre, elle retrouve la carte du menu où elle avait écrit ses vœux de mariage et cela la trouble profondément. Elle finit par s'en aller retrouver Leo à leur habituel café d'autrefois qui, s'appelle « Mnemosys » (mémoire en grec ancien), et elle part avec lui pour essayer un nouveau restaurant.

## Fiche technique
- Titre original : The Vow
- Titre français : Je te promets ; The Vow (sous-titre)
- Titre québécois : Le Vœu
- Réalisation : Michael Sucsy
- Scénario : Abby Kohn (en), Marc Silverstein (en) et Michael Sucsy
- Direction artistique : Brandt Gordon
- Décors : Kalina Ivanov
- Costumes : Alex Kavanagh
- Photographie : Rogier Stoffers
- Montage : Melissa Kent et Nancy Richardson
- Musique : Michael Brook et Rachel Portman
- Production : Gary Barber, Roger Birnbaum, Susan Cooper, J. Miles Dale, Jonathan Glickman, Austin Hearst et Paul Taublieb
- Société de production : Spyglass Entertainment
- Société de distribution : Screen Gems (États-Unis), Sony Pictures Releasing France (France)
- Budget : 30 000 000 de dollars[1] (production)
- Pays de production : États-Unis
- Langue originale : anglais
- Format : couleur – 2,35 : 1 CinemaScope – 35 mm — son DTS, SDDS, Dolby numérique
- Genre : drame romantique
- Durée : 104 minutes
- Dates de sortie :
  - Canada, États-Unis : 10 février 2012
  - Belgique : 9 mai 2012
  - France : 16 mai 2012
- Classification : PG-13 aux États-Unis

## Distribution
- Channing Tatum (VF : Adrien Antoine ; VQ : Frédérik Zacharek[2]) : Leo Collins
- Rachel McAdams (VF : Noémie Orphelin[3] ; VQ : Geneviève Désilets) : Paige Collins, épouse de Leo, amnésique
- Scott Speedman (VF : Jean-Pierre Michaël ; VQ : Nicolas Charbonneaux-Collombet) : Jeremy
- Tatiana Maslany (VF : Jessica Monceau ; VQ : Véronique Marchand) : Lily
- Sam Neill (VF : Hervé Bellon ; VQ : Mario Desmarais) : Bill Thornton, père de Paige[4]
- Jessica Lange (VF : Annie Sinigalia ; VQ : Claudine Chatel) : Rita Thornton, mère de Paige[4]
- Wendy Crewson (VF : Dominique Westberg ; VQ : Hélène Mondoux) : Dr Fishman
- Lucas Bryant (VQ : Claude Gagnon) : Kyle
- Jessica McNamee (VQ : Annie Girard) : Gwen, sœur de Paige[5]
- Lindsay Ames (VF : Anne Tilloy) : Shana
- Sarah Carter (VF : Nathalie Kanoui) : Diane
- Dillon Casey (VF : Tanguy Goasdoué) : Ryan
- Rachel Skarsten : Rose
- Kristina Pesic : Lizbet
- Brittney Irvin : Lena
- Jeananne Goossen : Sonjia
- Kim Roberts : Barbara

Photos des acteurs principaux
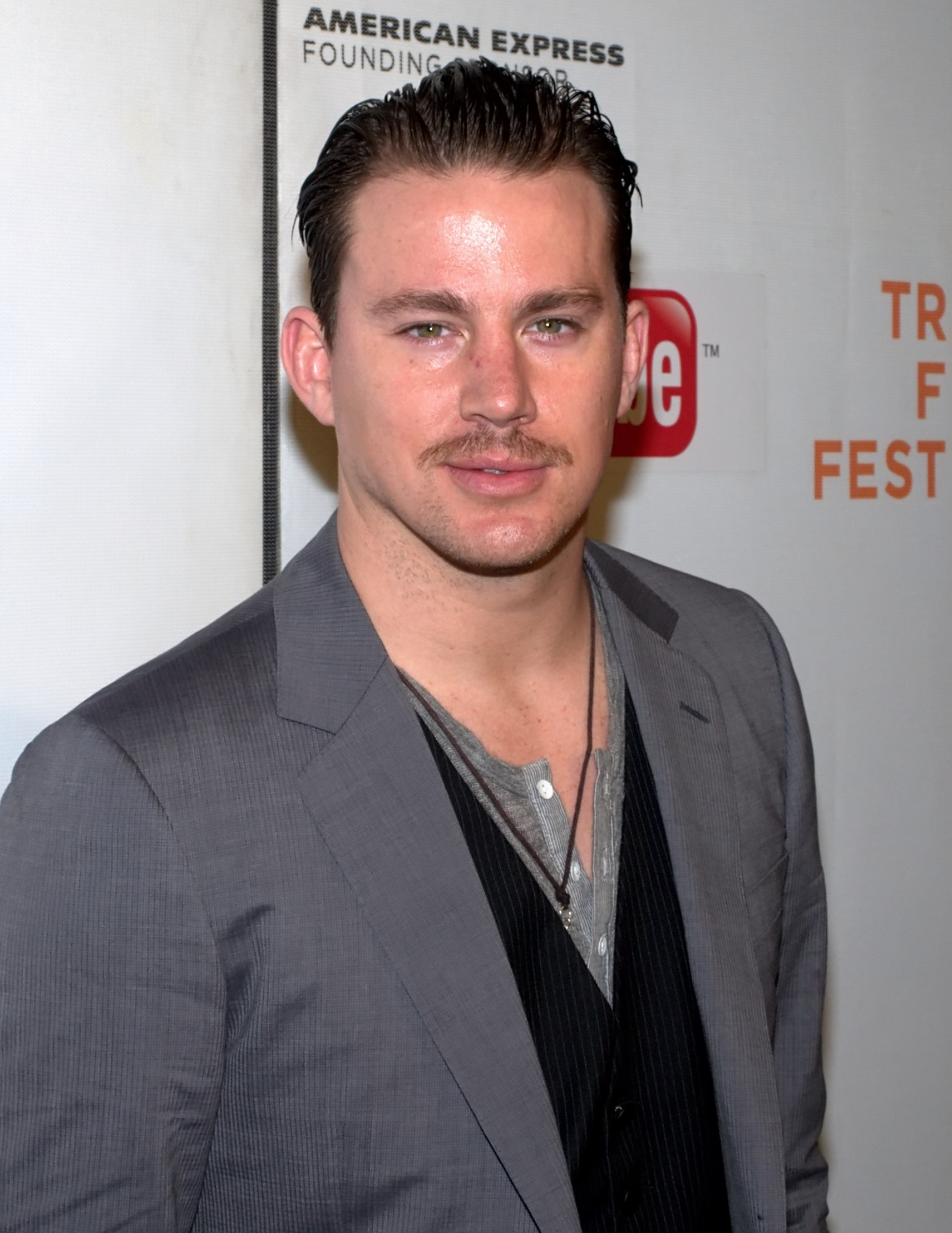
Channing Tatum dans le rôle de Leo Collins.
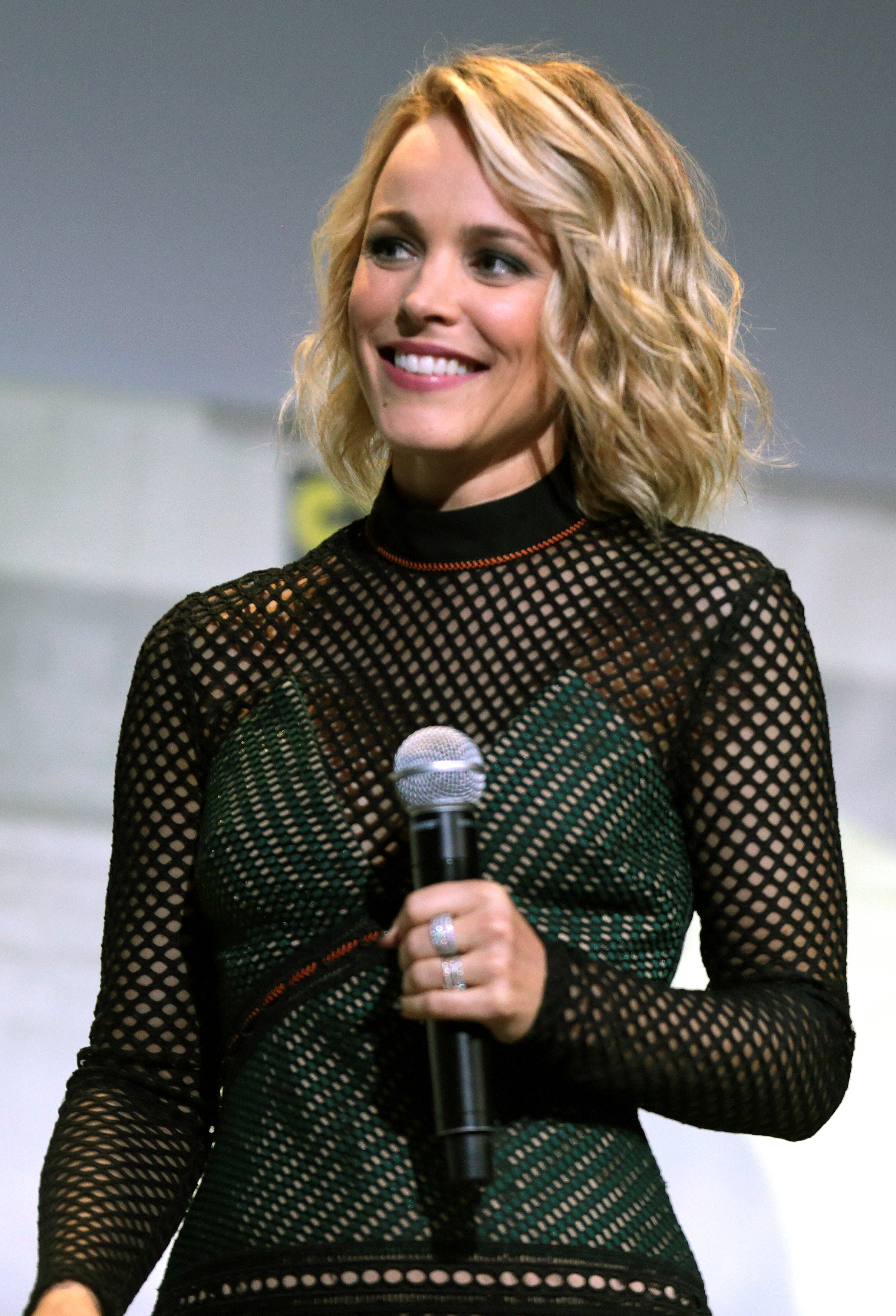
Rachel McAdams dans le rôle de Paige Collins.
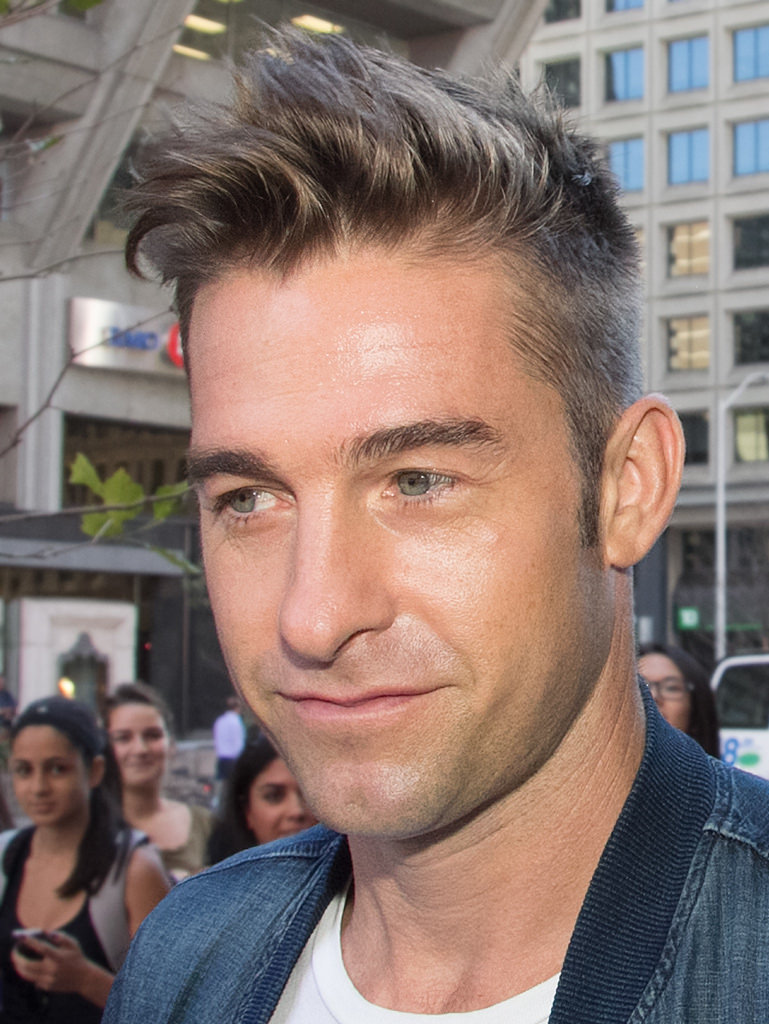
Scott Speedman dans le rôle de Jeremy.
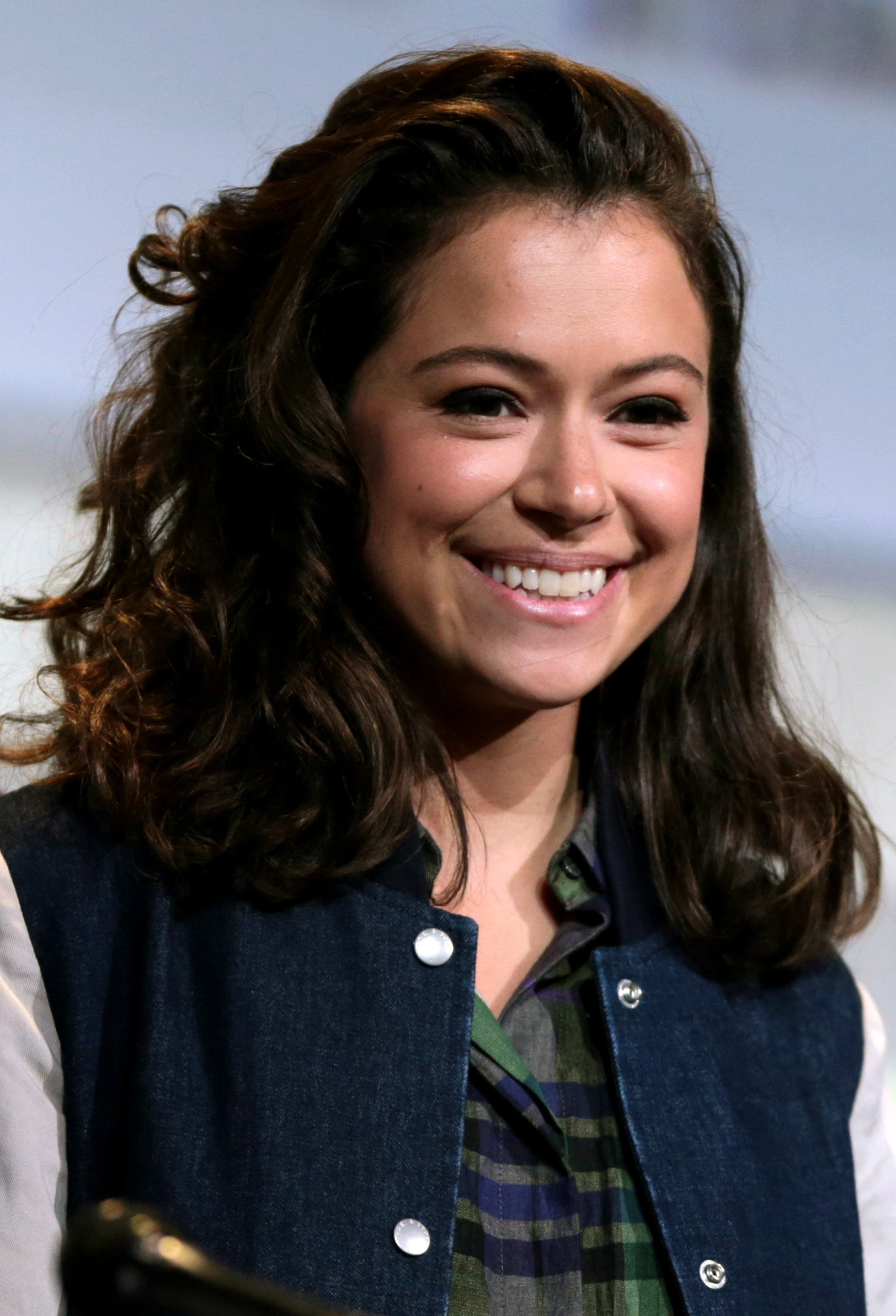
Tatiana Maslany dans le rôle de Lily.

## Production

### Tournage
Le tournage a eu lieu à Toronto au Canada, d'où la réception du mariage de Gwen, au château de Casa Loma.
Le tournage a également lieu à Chicago aux États-Unis.

## Réception

### Accueil critique
Le film reçoit des retours médiocres de la critique : Le Figaroscope souligne un manque d'originalité et de suspens, tandis que Télé 7 jours présente le film comme un « mélo lacrymal » seulement sauvé par le jeu des acteurs. D'autres revues, comme Télérama, TéléCinéObs ou Les Fiches du cinéma, critiquent également le ton mélodramatique et les clichés à répétition.

### Box-office
Je te promets a rencontré un important succès commercial, puisqu'il a récolté 196 996 007 $ de recettes mondiales, dont 125 014 030 $ sur le territoire américain. Toutefois, il passe inaperçu en France puisqu'en six semaines resté en salles, il totalise 286 371 entrées, soit 2 381 281 $ de recettes.